# Бортсурманский сельсовет
Бортсурманский сельсове́т — сельское поселение в составе Пильнинского района Нижегородской области России. Административный центр — село Бортсурманы.

## История
Статус и границы сельского поселения установлены Законом Нижегородской области от 15 июня 2004 года № 60-З «О наделении муниципальных образований - городов, рабочих посёлков и сельсоветов Нижегородской области статусом городского, сельского поселения».

## Население
| 2002 | 2010 | 2012 | 2013 | 2014 | 2015 | 2016 |
| ---- | ---- | ---- | ---- | ---- | ---- | ---- |
| 1065 | ↘954 | ↘932 | ↗948 | ↗954 | ↘933 | ↘928 |
| 2017 | 2018 | 2019 | 2020 | 2021 |      |      |
| ↘919 | ↘909 | ↘899 | ↘874 | ↘802 |      |      |

## Состав сельского поселения
| № | Населённый пункт | Тип населённого пункта       | Население |
| - | ---------------- | ---------------------------- | --------- |
| 1 | Бортсурманы      | село, административный центр | ↘573      |
| 2 | Козловка         | деревня                      | ↘90       |
| 3 | Рословка         | деревня                      | ↘23       |
| 4 | Ягодное          | деревня                      | ↘232      |
| 5 | Ялма             | деревня                      | ↘36       |

## Примечание
1. ↑  Нижегородская область. Общая площадь земель муниципального образования. Дата обращения: 7 января 2016. Архивировано 13 июня 2018 года.
2. 1 2  Итоги Всероссийской переписи населения 2020 года (по состоянию на 1 октября 2021 года)
3. ↑  Закон Нижегородской области от 15 июня 2004 года № 60-З «О наделении муниципальных образований - городов, рабочих посёлков и сельсоветов Нижегородской области статусом городского, сельского поселения». Дата обращения: 7 января 2016. Архивировано 5 ноября 2016 года.
4. 1 2 3 4 5 6 7  Всероссийская перепись населения 2010 года. Численность и размещение населения Нижегородской области
5. ↑  Численность населения Российской Федерации по муниципальным образованиям. Таблица 35. Оценка численности постоянного населения на 1 январ
6. ↑  Численность населения Российской Федерации по муниципальным образованиям на 1 января 2013 года. Таблица 33. Численность населения городских округов, муниципальных районов, городских и сельских поселений, городских населённых пунктов, сельских населённых пунктов — Росстат, 2013. — 528 с.
7. ↑  Таблица 33. Численность населения Российской Федерации по муниципальным образованиям на 1 января 2014 года
8. ↑  Численность населения Российской Федерации по муниципальным образованиям на 1 января 2015 года
9. ↑  Численность населения Российской Федерации по муниципальным образованиям на 1 января 2016 года — 2018.
10. ↑  Численность населения Российской Федерации по муниципальным образованиям на 1 января 2017 года — М.: Росстат, 2017.
11. ↑  Численность населения Российской Федерации по муниципальным образованиям на 1 января 2018 года — М.: Росстат, 2018.
12. ↑  Численность населения Российской Федерации по муниципальным образованиям на 1 января 2019 года
13. ↑  Численность населения Российской Федерации по муниципальным образованиям на 1 января 2020 года